# الركض طيلة الليل
الركض طيلة الليل (بالإنجليزية: Run All Night)‏ هوَ فيلم أكشن أمريكي من تأليف براد إنجلسبي وإخراج جومي كوليت سيرا، وهوَ من بطولة ليام نيسون وجويل كينمان وفنسنتدونوفريو وإد هاريس. ويحكي الفيلم عن جيمي كونلون قاتل مأجور كان يعرف باسم (حفار القبور)، ولكنه ليس في أفضل حالاته الآن، فهو في الخامسة والخمسين من عمره، تطارده أشباح وخطايا الماضي، ويطارده معها شرطي ظل يتعقبه لثلاثين عامًا، والآن يجد راحته فقط في شرب الخمر، ولكن عندما يصبح ابنه (مايك) هدفًا، يجب على (جيمي) أن يختار بين حياة الإجرام، وبين عائلته التي هجرها منذ وقت بعيد. وقد صَدَر في دور العرض بتاريخ 13 مارس 2015، وحازَ على مُراجعات مُتباينة.

## طاقَم العَمل
- ليام نيسون بدور جيمي كونلون.
- جويل كينمان بدور مايك كونلون.
- فنسنتدونو فريو المحقق هاردينغ.
- إد هاريس بدور شاون ماجور.

## روابط خارجية
- الركض طيلة الليل على موقع IMDb (الإنجليزية)
- الركض طيلة الليل على موقع ميتاكريتيك (الإنجليزية)
- الركض طيلة الليل على موقع الموسوعة البريطانية (الإنجليزية)
- الركض طيلة الليل على موقع روتن توميتوز (الإنجليزية)
- الركض طيلة الليل على موقع نتفليكس (الإنجليزية)
- الركض طيلة الليل على موقع قاعدة بيانات الأفلام العربية
- الركض طيلة الليل على موقع ألو سيني (الفرنسية)
- الركض طيلة الليل على موقع Turner Classic Movies (الإنجليزية)
- الركض طيلة الليل على موقع أول موفي (الإنجليزية)
- الركض طيلة الليل على موقع بوكس أوفيس موجو (الإنجليزية)